# 児童扶養手当法
児童扶養手当法（じどうふようてあてほう、昭和36年11月29日法律第238号）は、父または母と生計を同じくしていない児童が育成される家庭の生活の安定と自立の促進に寄与するため、当該児童について児童扶養手当を支給し、もって児童の福祉の増進を図ることに関する日本の法律である。
制定時点では「父と生計を同じくしていない児童」が対象で、「母と生計を同じくしていない児童」は対象外であったが、2010年の改正により、「母と生計を同じくしていない児童」についても対象となった。

## 所管官庁
- 内閣府男女共同参画局推進課[2]
- こども家庭庁成育局成育環境課児童手当管理室

## 構成
- 第一章　総則（第1条―第3条）
- 第二章　児童扶養手当の支給（第4条―第16条）
- 第三章　不服申立て（第17条―第20条）
- 第四章　雑則（第21条―第36条）
- 附則

## 政策転換による改正
自立支援（日本版ワークフェア）への政策転換に伴い2002年に改正された